# 埃里库尔
埃里库尔（法語：Héricourt，法語發音：[eʁikuʁ]），法国东北部城市，勃艮第-弗朗什-孔泰大区上索恩省的一个市镇，隶属于吕尔区，其市镇面积为21.04平方公里，2022年1月1日时人口数量为10,525人，是该省人口第二多的市镇，仅次于省会沃苏勒，在法国城市中排名第931位。
埃里库尔位于上索恩省东南部，与杜省接壤，并靠近贝尔福地区省，是一个区域性的中心城市，近现代因纺织业而闻名。

## 地名来源
根据当地官方网站的解释，“埃里库尔”一名最初于公元1173年以“Oyricourt”被记载，其来源及含义尚有待考证。

## 历史

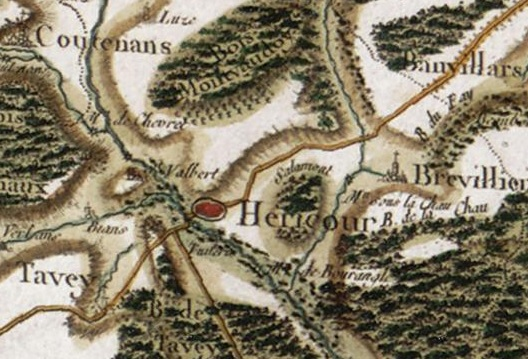
卡西尼地图上的埃里库尔

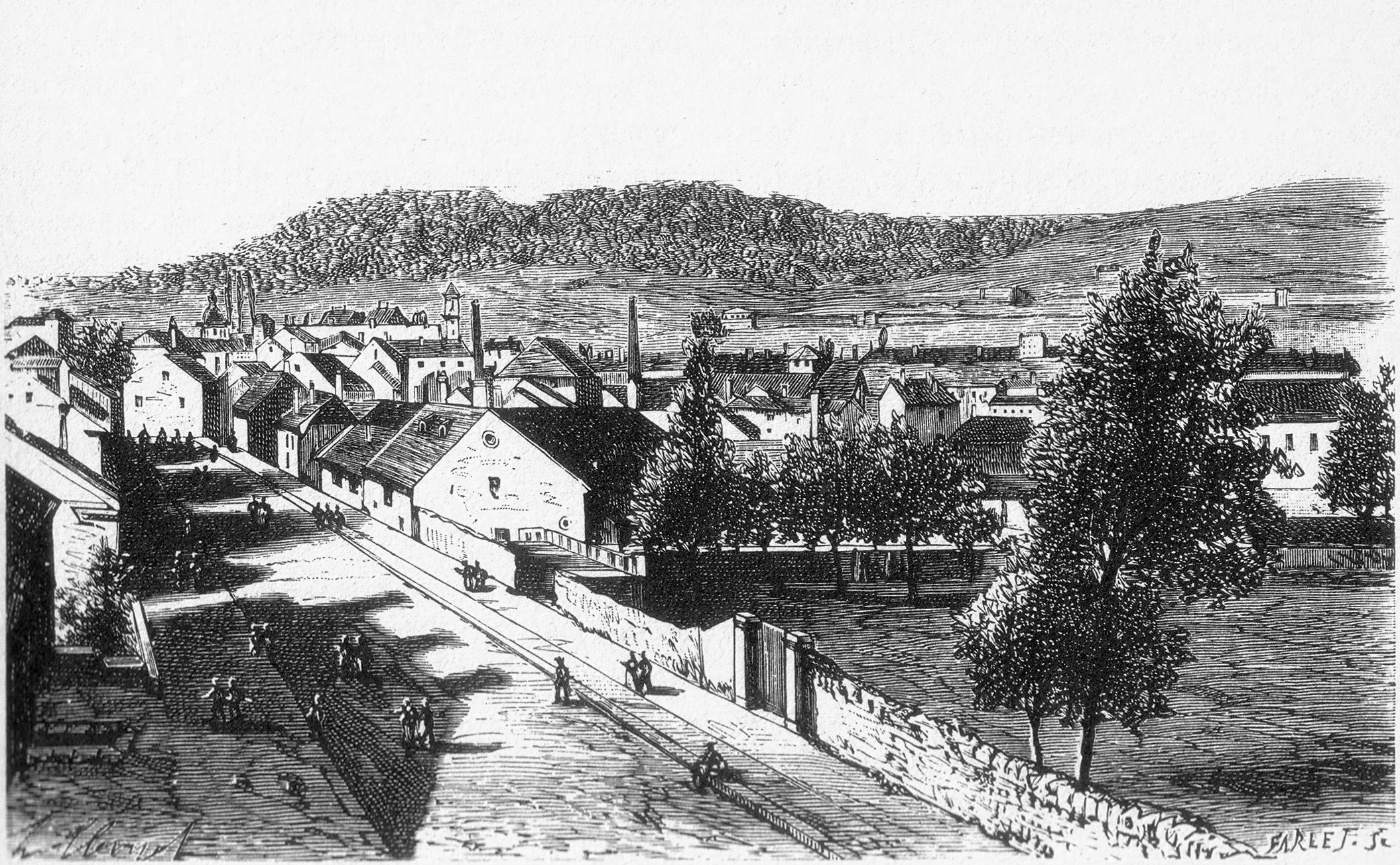
19世纪末的埃里库尔

埃里库尔建城于中世纪中期，公元1173年，“埃里库尔”首次在贝尔尚圣母修道院的手记中被提及。彼时，这一区域属于蒙贝利亚尔亲王国，是神圣罗马帝国的一部分，1397年起成为符腾堡家族的领地。1474年勃艮第王位继承战争期间，罗蒙伯爵率兵在此与旧瑞士邦联军队发生围城战但未能成功。16世纪末的宗教战争期间，大批新教徒驻扎于埃里库尔，并在其市中心修建了圣克里斯托夫教堂，使得埃里库尔成为蒙贝利亚尔亲王国内主要的新教思想中心。1677年，根据《奈梅亨条约》，埃里库尔所处的弗朗什-孔泰区域被划给路易十四，成为法兰西王国的一部分；1697年，根据《赖斯韦克条约》，埃里库尔所处的蒙贝利亚尔地区再次以伯爵地位获得独立。1748年，法兰西王国和符腾堡家族签订协议，埃里库尔由弗朗什-孔泰管理。法国大革命期间，埃里库尔成为法兰西共和国的一部分，隶属于蒙贝利亚尔区，1800年该区域整体划至阿尔萨斯，1816年埃里库尔单独划归上索恩省并改属吕尔区。普法战争结束后，法国政府为加强边境防御，在埃里库尔修建了一处大型军事城塞。工业革命期间，连接莱茵河和罗讷河之间的运河和铁路从埃里库尔附近经过，当地的纺织业得到快速发展，与相邻的贝尔福及蒙贝利亚尔两大重工业城市形成产业互补，二战后，随着重工业的衰落，埃里库尔的纺织业也出现萎缩，当地最大的Pâquis纺织厂于1991年关闭。
在行政区划沿革方面，1972年，比叙雷勒和比扬（Byans）两个市镇整体并入埃里库尔的市镇范围；2019年，塔韦亦整体并入埃里库尔。

## 地理

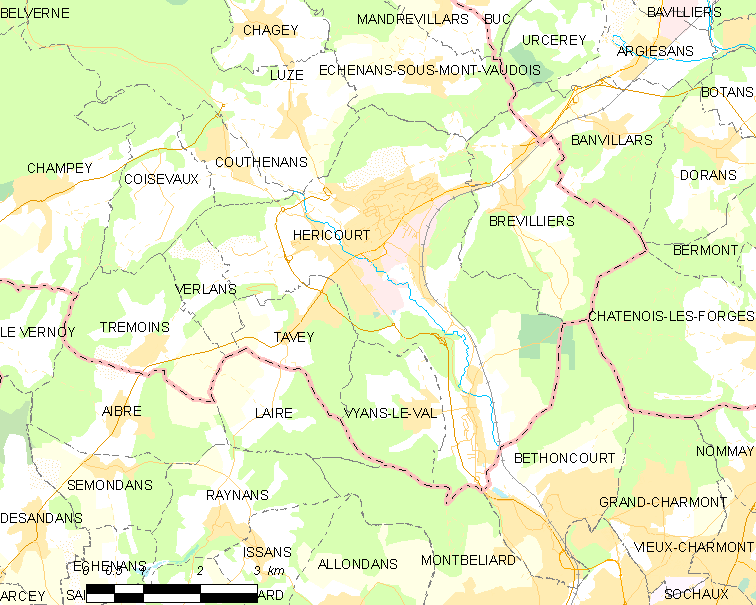
埃里库尔市镇范围地图

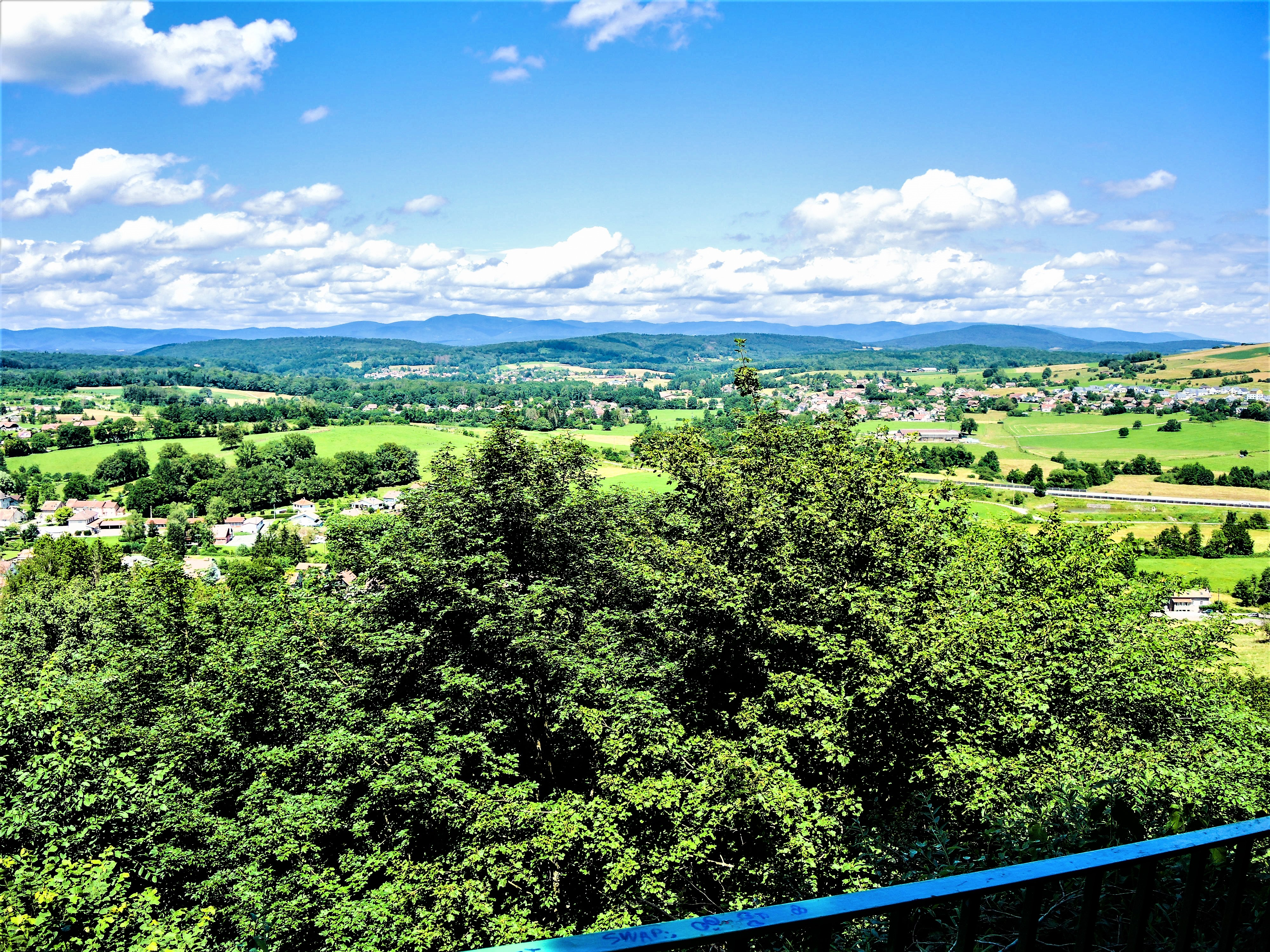
埃里库尔附近的自然景观

埃里库尔位于法国东北部，勃艮第-弗朗什-孔泰大区东北部和上索恩省东南部，距离省会沃苏勒大约57公里。与埃里库尔接壤的市镇包括：埃什南苏蒙沃杜瓦、伯通库尔、蒙贝利亚尔、布勒维利耶、夸斯沃、库特南、吕兹、韦尔朗、维扬勒瓦勒、莱尔。

### 地形
埃里库尔位于孚日山与汝拉山之间的过渡地带，境内以浅丘为主，市镇中心地势较为平坦，市区四周多丘陵，全境海拔在320到541米之间。

### 水文
利宰讷河自西北向东南流经埃里库尔市区，该河是杜河的右岸支流，属于罗讷河流域。

### 植被
埃里库尔属于温带阔叶混交林区，玫瑰园市政公园（Parc Municipale de la Roseraie）是当地主要的城市绿地公园，市区四周的山地地带则广泛分布有天然森林。
在鲜花城市的评比中，埃里库尔被评为3星级鲜花城市。

### 气候
埃里库尔在柯本气候分类法中属于温带海洋性气候，因距离海岸线相对较远，故当地的气候带有一定的大陆性特征。
距离埃里库尔最近的常年气象站位于蒙贝利亚尔境内设有气象站，以下为该气象站的数据（其中日照数据取自米卢斯-巴塞尔气象站）：
| 蒙贝利亚尔1981年－2019年 | 蒙贝利亚尔1981年－2019年 | 蒙贝利亚尔1981年－2019年 | 蒙贝利亚尔1981年－2019年 | 蒙贝利亚尔1981年－2019年 | 蒙贝利亚尔1981年－2019年 | 蒙贝利亚尔1981年－2019年 | 蒙贝利亚尔1981年－2019年 | 蒙贝利亚尔1981年－2019年 | 蒙贝利亚尔1981年－2019年 | 蒙贝利亚尔1981年－2019年 | 蒙贝利亚尔1981年－2019年 | 蒙贝利亚尔1981年－2019年 | 蒙贝利亚尔1981年－2019年 |
| 月份                     | 1月                      | 2月                      | 3月                      | 4月                      | 5月                      | 6月                      | 7月                      | 8月                      | 9月                      | 10月                     | 11月                     | 12月                     | 全年                     |
| ------------------------ | ------------------------ | ------------------------ | ------------------------ | ------------------------ | ------------------------ | ------------------------ | ------------------------ | ------------------------ | ------------------------ | ------------------------ | ------------------------ | ------------------------ | ------------------------ |
| 历史最高温 °C（°F）      | 18.4 (65.1)              | 21.5 (70.7)              | 25 (77)                  | 28.5 (83.3)              | 32.4 (90.3)              | 35.5 (95.9)              | 37.1 (98.8)              | 38.3 (100.9)             | 32 (90)                  | 29.9 (85.8)              | 21.5 (70.7)              | 20.6 (69.1)              | 38.3 (100.9)             |
| 平均高温 °C（°F）        | 5.3 (41.5)               | 7.5 (45.5)               | 11.5 (52.7)              | 15.2 (59.4)              | 20.1 (68.2)              | 23.3 (73.9)              | 25.4 (77.7)              | 25.3 (77.5)              | 20.3 (68.5)              | 15.6 (60.1)              | 9 (48)                   | 5.3 (41.5)               | 15.3 (59.5)              |
| 日均气温 °C（°F）        | 2.2 (36.0)               | 3.5 (38.3)               | 6.9 (44.4)               | 10 (50)                  | 14.7 (58.5)              | 17.8 (64.0)              | 19.9 (67.8)              | 19.6 (67.3)              | 15.3 (59.5)              | 11.3 (52.3)              | 5.7 (42.3)               | 2.6 (36.7)               | 10.8 (51.4)              |
| 平均低温 °C（°F）        | −0.8 (30.6)              | −0.4 (31.3)              | 2.2 (36.0)               | 4.8 (40.6)               | 9.3 (48.7)               | 12.4 (54.3)              | 14.3 (57.7)              | 13.9 (57.0)              | 10.4 (50.7)              | 6.9 (44.4)               | 2.5 (36.5)               | −0.1 (31.8)              | 6.3 (43.3)               |
| 历史最低温 °C（°F）      | −13.5 (7.7)              | −15.5 (4.1)              | −15.2 (4.6)              | −5.1 (22.8)              | 0.3 (32.5)               | 3.1 (37.6)               | 6.9 (44.4)               | 4.8 (40.6)               | 0.3 (32.5)               | −6 (21)                  | −10.3 (13.5)             | −17.3 (0.9)              | −17.3 (0.9)              |
| 平均降水量 mm（）        | 66.5 (2.62)              | 81.7 (3.22)              | 87.7 (3.45)              | 74.5 (2.93)              | 97.7 (3.85)              | 90 (3.5)                 | 91 (3.6)                 | 93.6 (3.69)              | 94.2 (3.71)              | 98.9 (3.89)              | 98.3 (3.87)              | 105.6 (4.16)             | 1,079.7 (42.51)          |
| 月均日照時數             | 74                       | 94.1                     | 138.1                    | 176.1                    | 200.1                    | 226                      | 241.3                    | 227.7                    | 164.3                    | 118.5                    | 67.8                     | 55.1                     | 1,783.1                  |
| 来源：infoclimat.fr      |                          |                          |                          |                          |                          |                          |                          |                          |                          |                          |                          |                          |                          |

## 行政区划
埃里库尔是法国勃艮第-弗朗什-孔泰大区上索恩省的一个市镇，编号为70285。埃里库尔隶属于吕尔区和上索恩省第二选区，管理埃里库尔第一县和第二县，同时也是埃里库尔地区市镇公共社区的办公驻地以及北部弗朗什-孔泰都会区的组成部分。
法国国家统计与经济研究所（简称）在进行数据统计时，未将埃里库尔划入任何城市核心区（Unité urbaine）以及城市区（Aire urbaine）内。自2020年起，埃里库尔被划入包含137个市镇的蒙贝利亚尔城市辐射区代替。此外，还将埃里库尔市镇分为了4个“块区”（IRIS），以便于统计人口分布情况。

## 交通

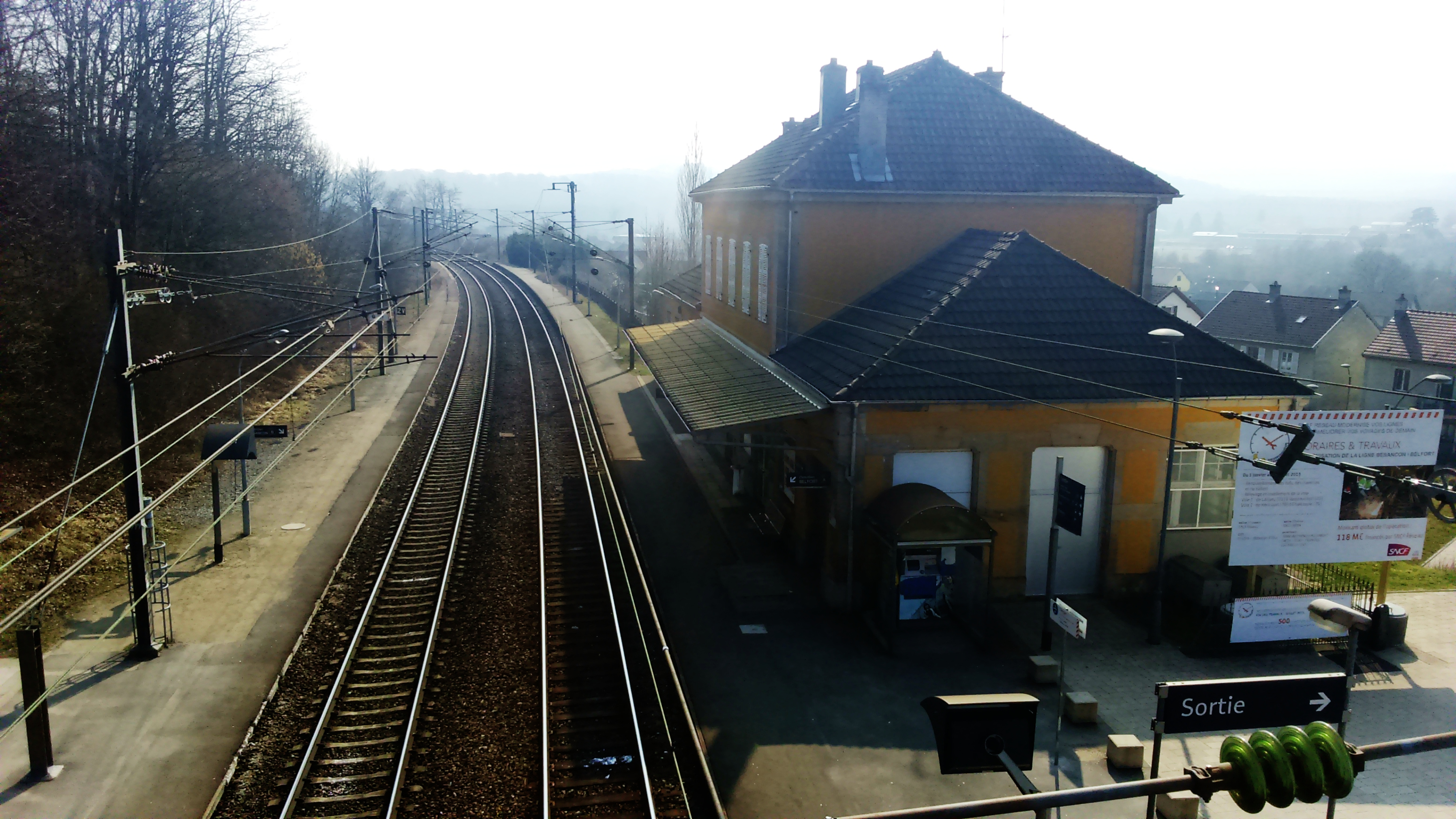
埃里库尔火车站

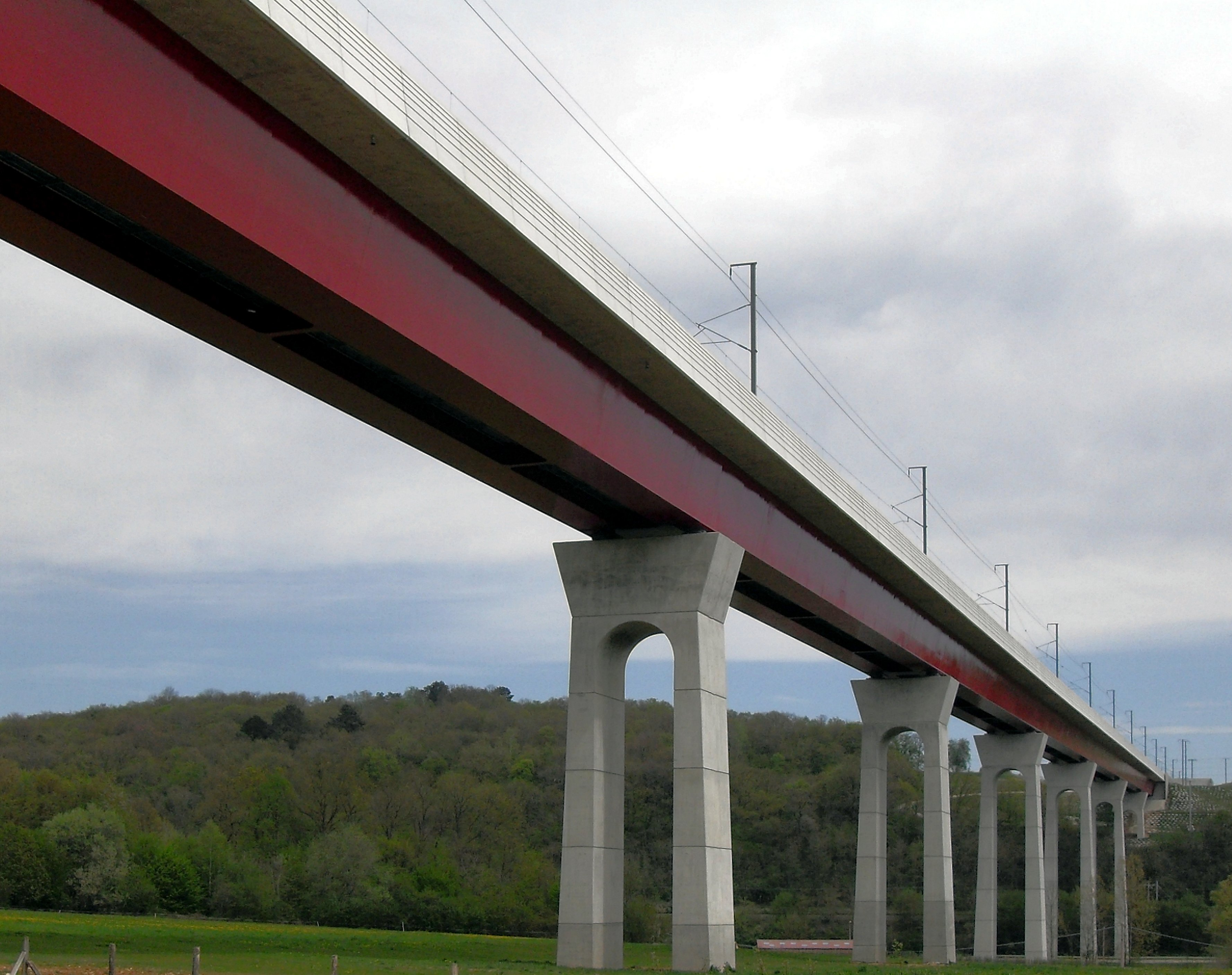
途径埃里库尔境内的莱茵河－罗讷河高速铁路高架桥

### 公路
法国国道N19线和多条上索恩省省道在埃里库尔境内交汇，勃艮第-弗朗什-孔泰大区下属的城际客运提供巴士线路，可前往周边部分市镇。
2017年，79.1%的埃里库尔家庭拥有至少一辆私人汽车。2019年，埃里库尔境内共发生各类交通事故2起，造成6人受伤。

### 铁路
埃里库尔位于多勒－贝尔福铁路上。埃里库尔站位于市区东部，停靠往返于贝桑松和贝尔福一线的区域列车。

### 航空
距离埃里库尔最近的民用航空站为巴塞尔-米卢斯-弗赖堡机场，距离埃里库尔市中心的公路里程约73公里。

### 城市公共交通
埃里库尔市政府联合其所在的市政公共社区开行了商业名称为的定制公共交通系统，以方便当地居民出行。

## 政治

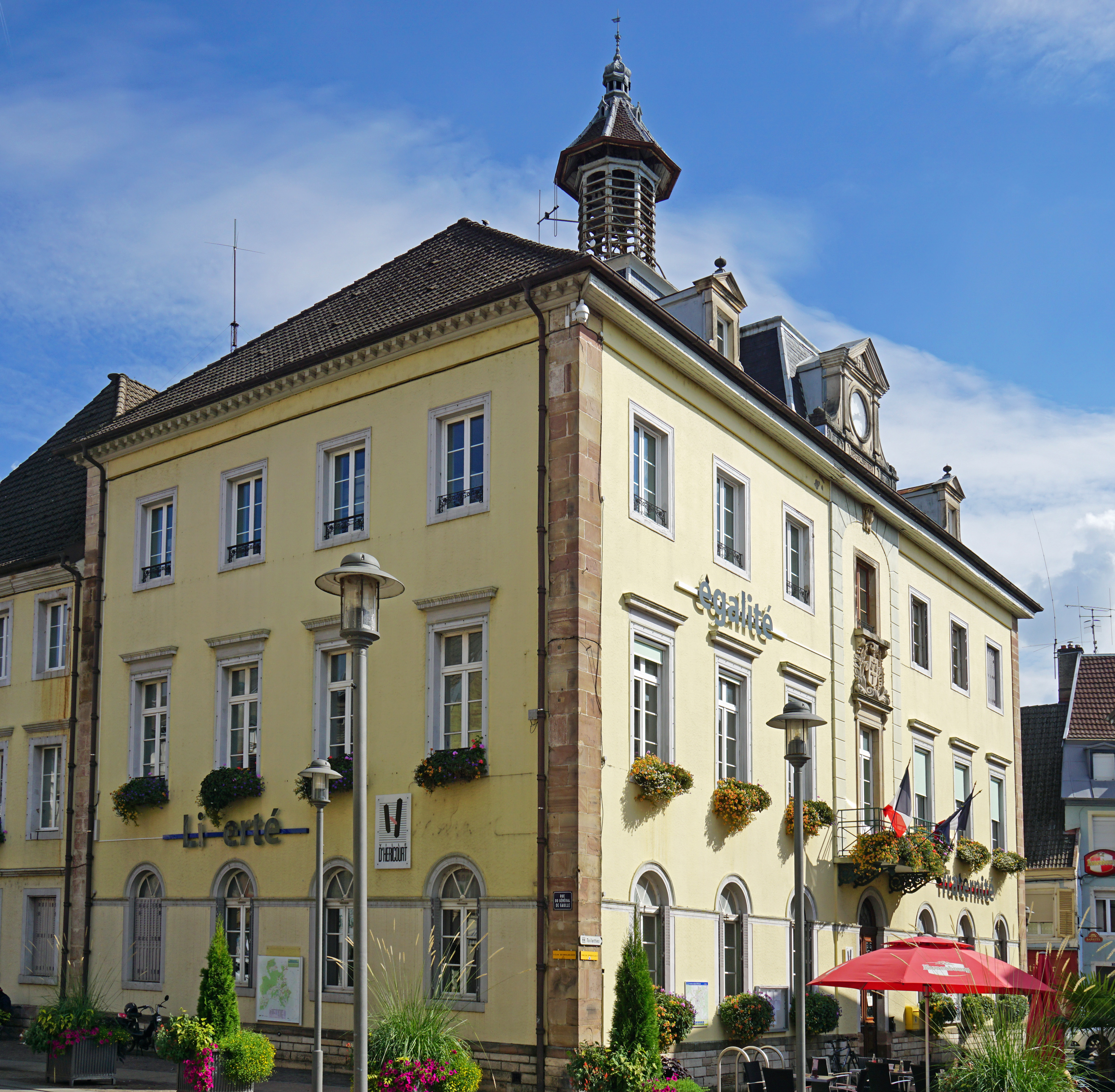
埃里库尔市政厅

埃里库尔的现任市长为费尔南·布克哈尔特先生（Fernand Burkhalter），他是社会党的一名成员，在2020年的市政选举中获得了52.68%的支持率。
在2017年的法国总统大选中，法国第25任总统埃马纽埃尔·马克龙在埃里库尔获得了55.68%的支持率。
| 埃里库尔历届市长 |                                       |                                          |
| 任期             | 市长                                  | 党派                                     |
| 1947年－1971年   | Georges Tournu 乔治·图尔尼            | SFIO工人国际法国支部                     |
| 1971年－1983年   | André Girard 安德烈·吉拉尔            | PS社会党                                 |
| 1983年－2004年   | Jean-Pierre Michel 让-皮埃尔·米歇尔   | PS社会党 →MDC公民运动 →AGR左翼共和人联盟 |
| 2004年－2014年   | Jean-Michel Villaumé 让-米歇尔·维洛梅 | PS社会党                                 |
| 2014年－         | Fernand Burkhalter 费尔南·布克哈尔特  | PS社会党                                 |

## 人口
2018年，埃里库尔市镇人口数量为10,654，在法国排名第931位。其中男性5,099人，女性5,502人，75岁及以上人口占7.8%，外籍人口数量为2,304人，人口密度为589人/平方公里，当地居民被称为（男性）或（女性）。2019年，埃里库尔境内出生106人，死亡人口93人。
| 年份   | 1936  | 1946  | 1954  | 1962  | 1968  | 1975  | 1982   | 1990  | 1999   | 2006   | 2011   | 2016   | 2018   |
| ------ | ----- | ----- | ----- | ----- | ----- | ----- | ------ | ----- | ------ | ------ | ------ | ------ | ------ |
| 人口數 | 6,136 | 5,437 | 6,794 | 7,160 | 7,485 | 8,578 | 10,014 | 9,742 | 10,133 | 10,361 | 10,239 | 10,142 | 10,654 |

## 经济

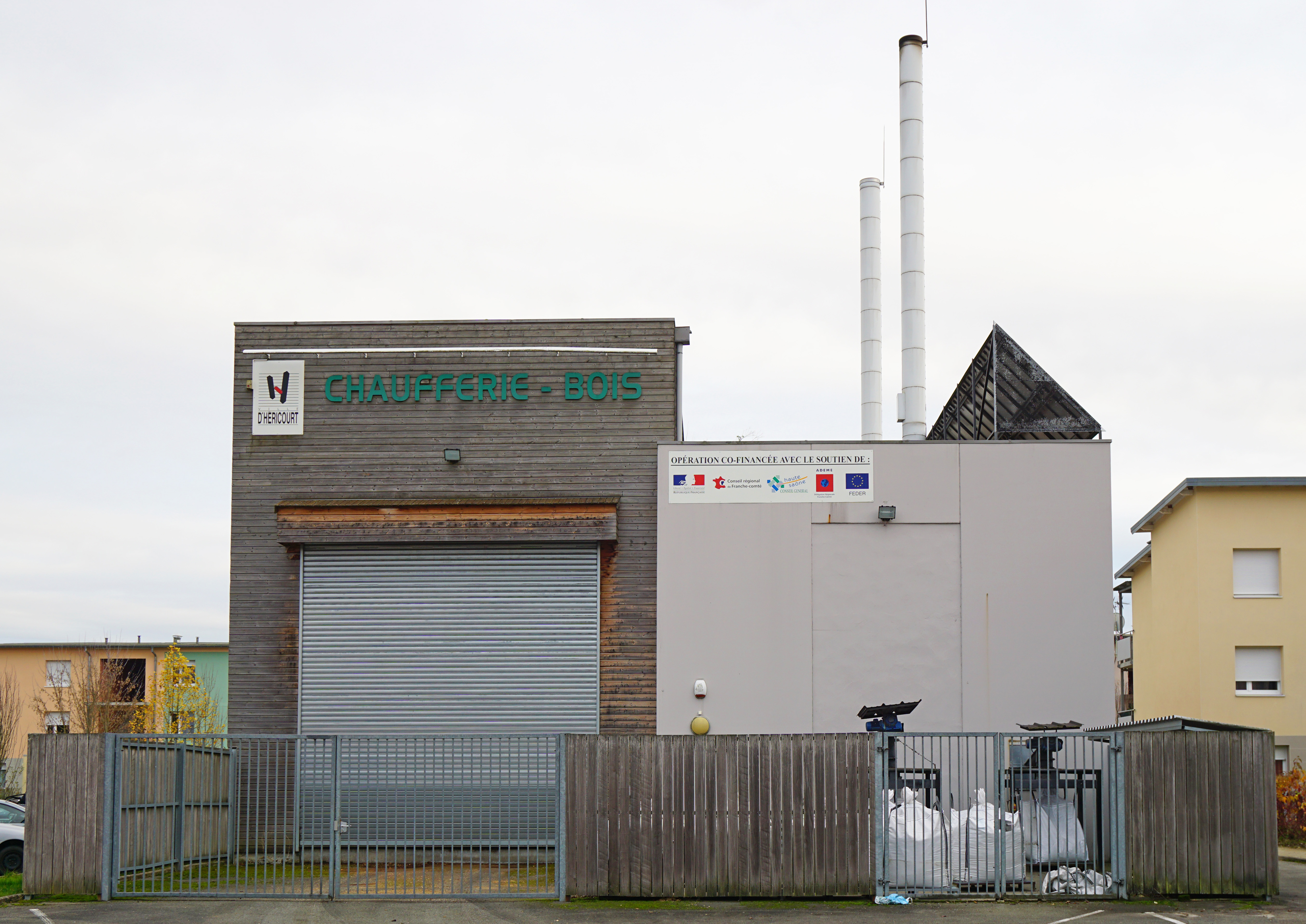
埃里库尔的一处木材热电站

截止2021年7月，埃里库尔共有各类用人单位1,057家，平均历史为16年，其中98.62%为中小型企业（PME）。（特种机械生产）、（零售）及（机械维修）是当地2019年营业额最高的三个企业，分别为30,231,510欧元、21,757,361欧元和12,802,310欧元。

## 财政收入
2019年，埃里库尔的财政收入总额为11,159,500欧元，财政支出总额为8,222,640欧元，当年的债务总额为2,056,000欧元。2020年，埃里库尔共获得4,228,589欧元的国家财政补助，与上一年基本持平。
2017年，埃里库尔的人均月收入总额为2,033欧元，其中高级职员为3,600欧元，低于法国平均水平（4,214欧元）；中级职员为2,205欧元，低于法国平均水平（2,353欧元）；普通职员为1,623欧元，亦低于法国平均水平（1,690欧元）。
2017年，埃里库尔境内的青壮年（15至64岁）失业率为16.8%，当地46.8%的家庭拥有纳税资格，平均纳税1,903欧元，低于法国平均水平（3,888欧元）。

## 社会事务

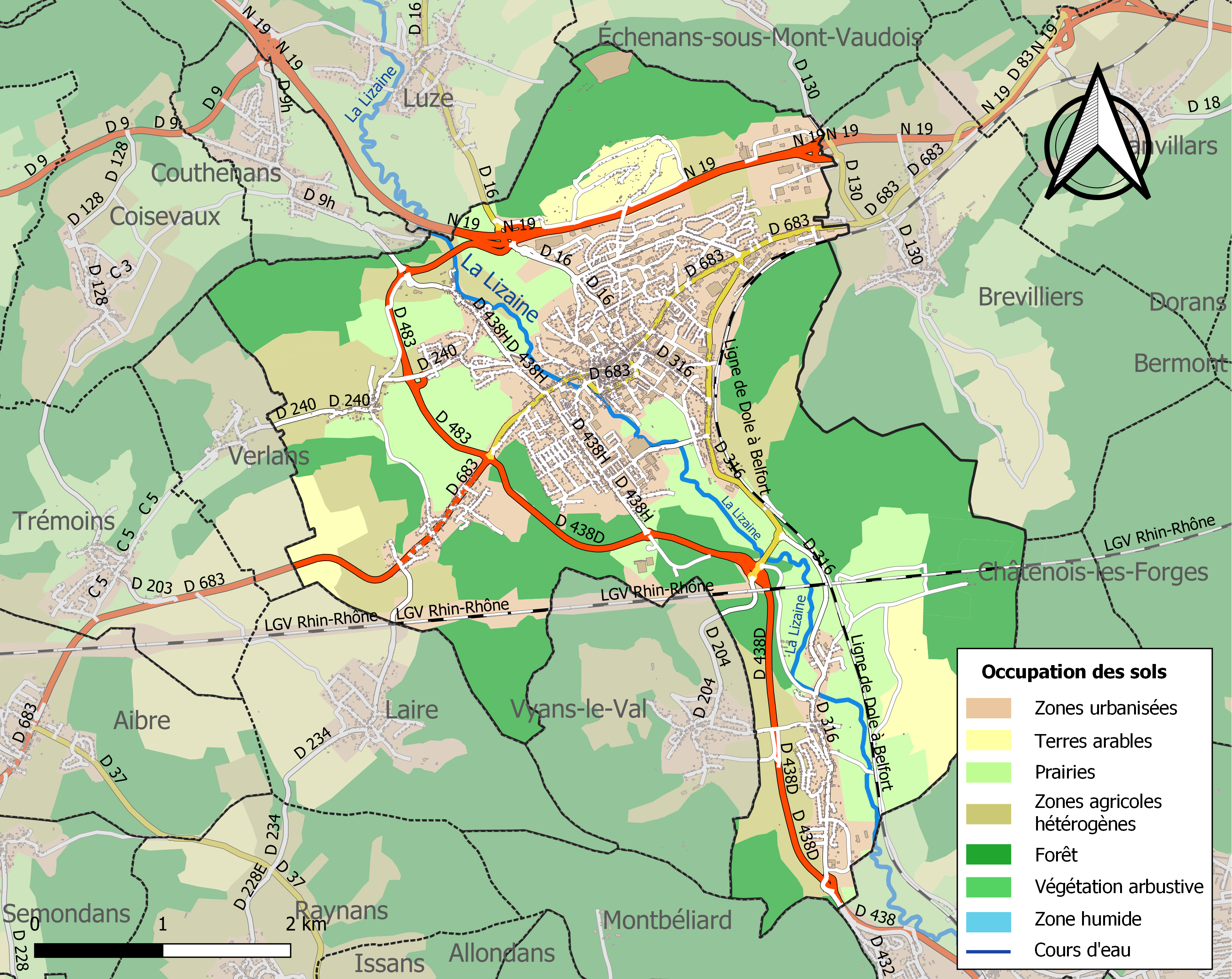
埃里库尔土地利用情况地图

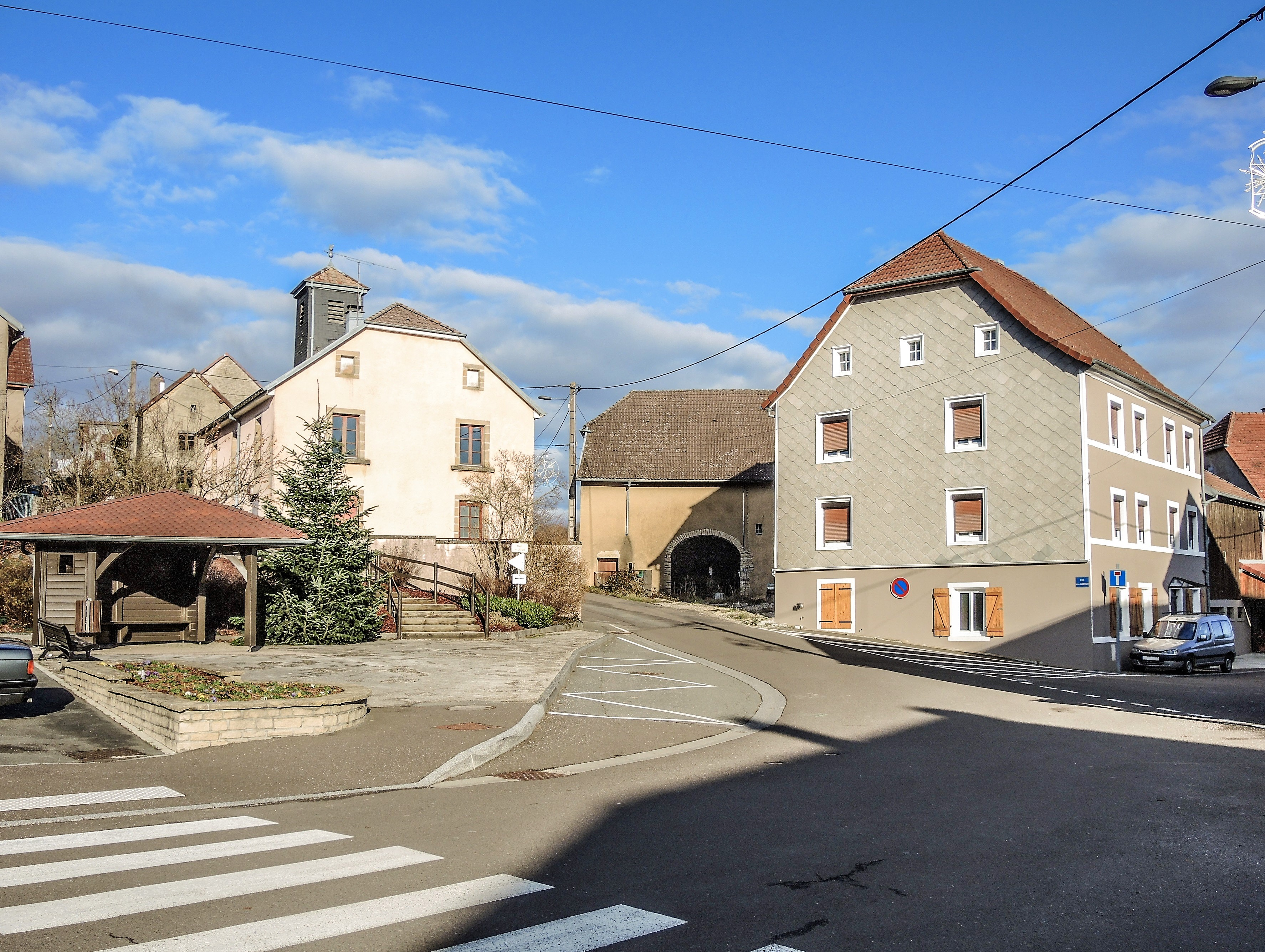
比扬街区

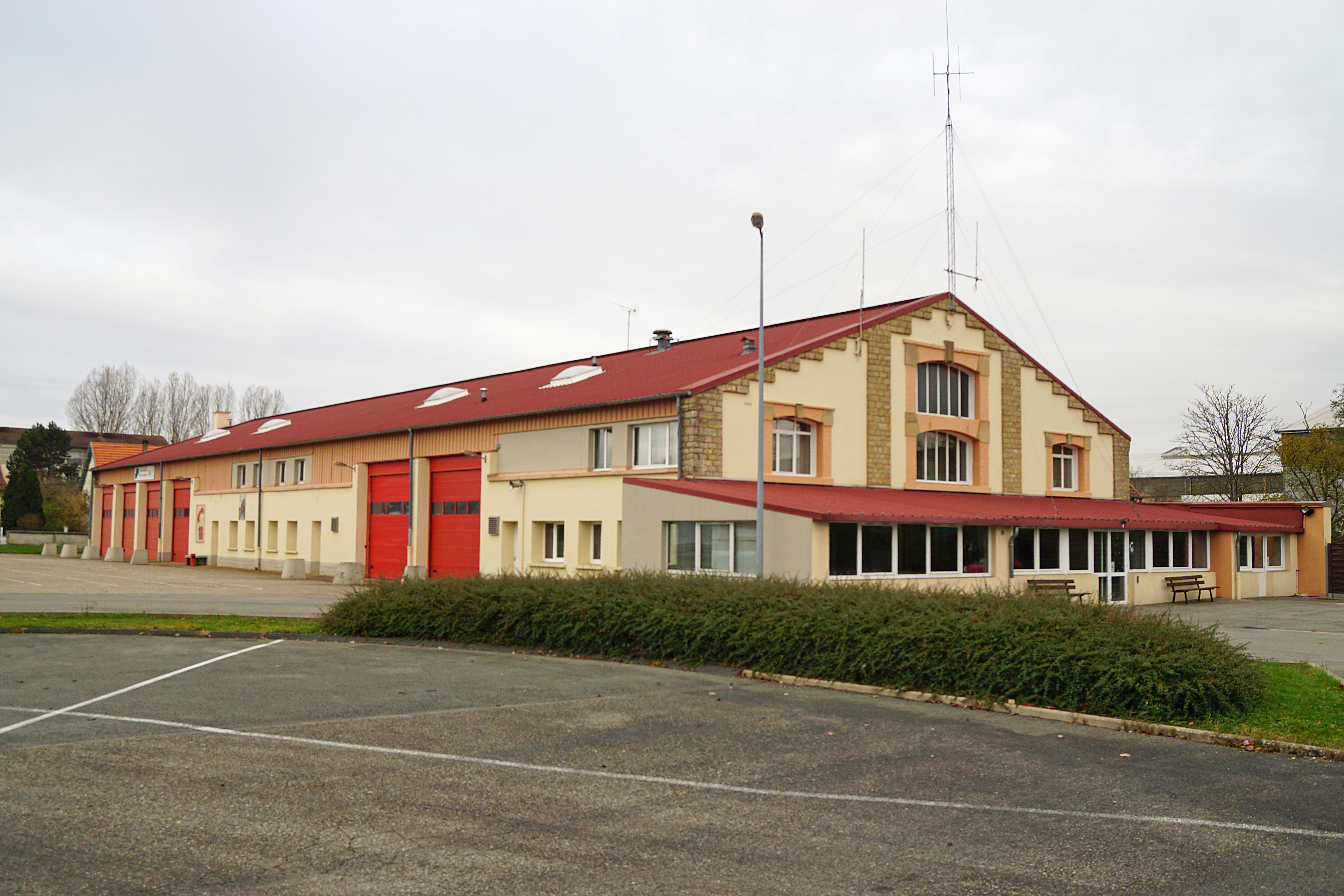
埃里库尔消防队

### 教育
埃里库尔属于贝桑松学区。截止2019年1月1日，埃里库尔境内共有3所幼儿园、5所小学、2所初级中学和1所普通高中。2018至2019学年度，埃里库尔境内共有在校中等教育阶段学生1,628名。

### 医疗
截止2019年1月1日，埃里库尔境内共有全科医生15名、保健师7名、牙医4名、护士20名和助产士3名。境内共有药房4家、养老院1家、残疾人帮扶中心3家。
埃里库尔是“上索恩省医疗集团”（Le groupe hospitalier de la Haute-Saône）的服务范围，后者是法国的一个区域性医疗机构，其主病区位于沃苏勒，距离埃里库尔市区大约57公里，设有床位327个，另在埃里库尔市区设有一处含有80个床位的老年人帮扶中心。距离埃里库尔里程最近的综合性中心医院则是位于特雷沃南境内的北部弗朗什-孔泰医院（Hôpital Nord Franche-Comté），该院设有床位817个。

### 住房
2017年，埃里库尔境内共有各类住房5,268套，其中53.8%为独立式居民区，46.1%为集中式居民区。常住房屋占埃里库尔市镇范围内居民建筑总量的92.1%。
在住房保障政策方面，2017年，埃里库尔境内共有1,167户家庭获得了住房经济补助，受益人数占总人口数量的11%，其中1,097份为房租补助。

### 商业
2019年，埃里库尔境内共有各类实体商铺220家，其中餐厅29家、大型超市6家、面包房10家、肉铺2家、书店2家、银行门店8家、美容美发店20家、汽车维修店20家。市区东部和南部分别建有一家E.Leclerc超市和一家Super U超市。

### 体育
2019年，埃里库尔境内共有1家游泳池、3间体育馆、2座综合体育场、4处网球场、9处足球或橄榄球场以及3处篮球或排球场。
截至2021年7月，埃里库尔境内共有5支注册足球俱乐部，其中包括两支五人制足球队。

### 环境
埃里库尔的环境事务由其所属的公共社区负责。2019年，埃里库尔境内暂无污染企业。

### 治安
2019年，埃里库尔市镇范围内共有1处派出所和1处宪兵队。
2014年，埃里库尔及附近地区共发生各类案件441起，其中盗窃类案件302起，经济类案件40起，毒品交易类案件13起。

## 文化
2019年，埃里库尔境内有1处博物馆。埃里库尔市政府提供多媒体中心，向公众全年开放。

### 建筑
埃里库尔境内有多处历史建筑，其中埃里库尔城堡、圣克里斯托夫教堂等为法国国家文物保护单位，后者因其独特的孔泰式钟楼而成为当地的标志性建筑物。

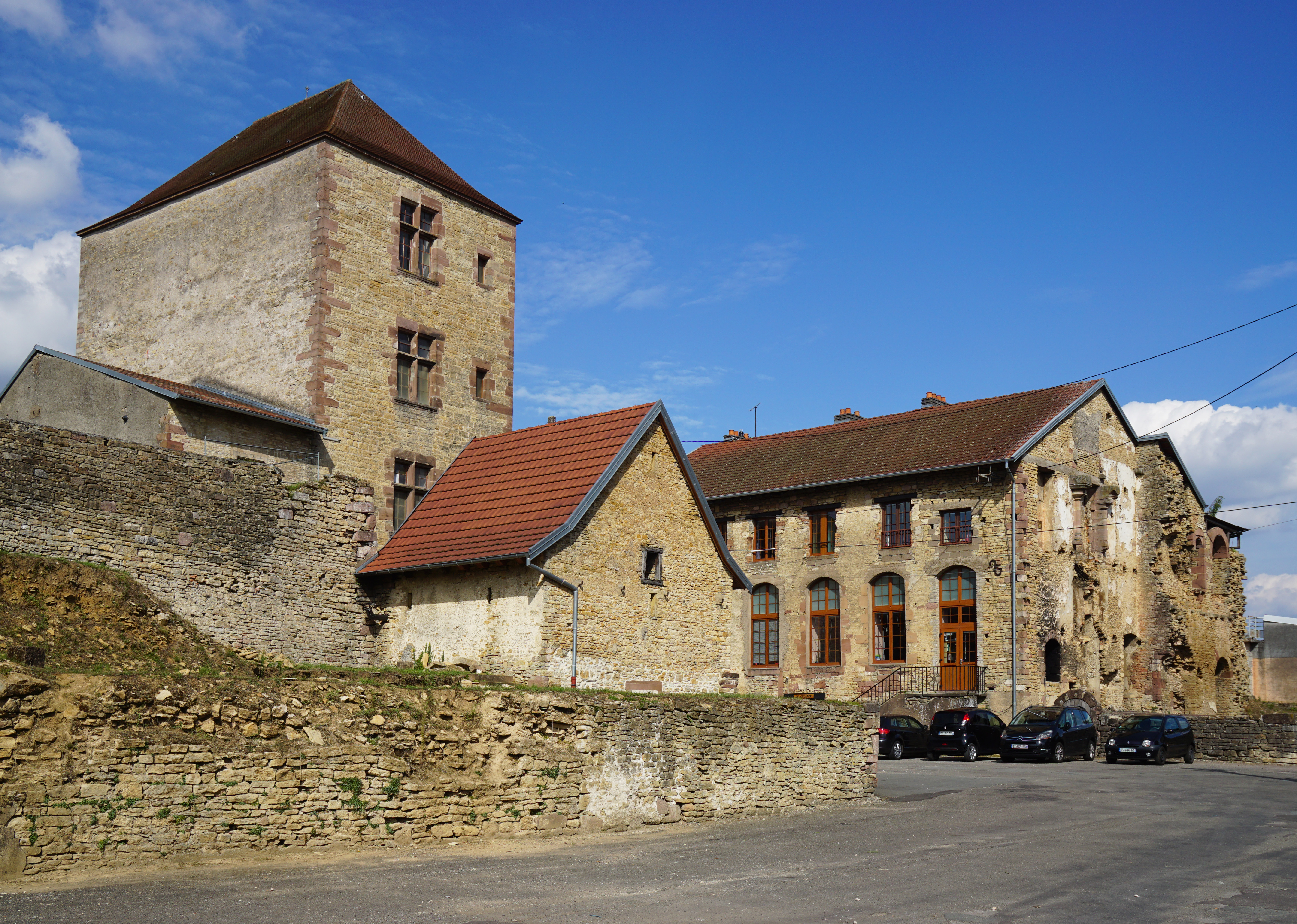
埃里库尔城堡（法语：Château d'Héricourt）
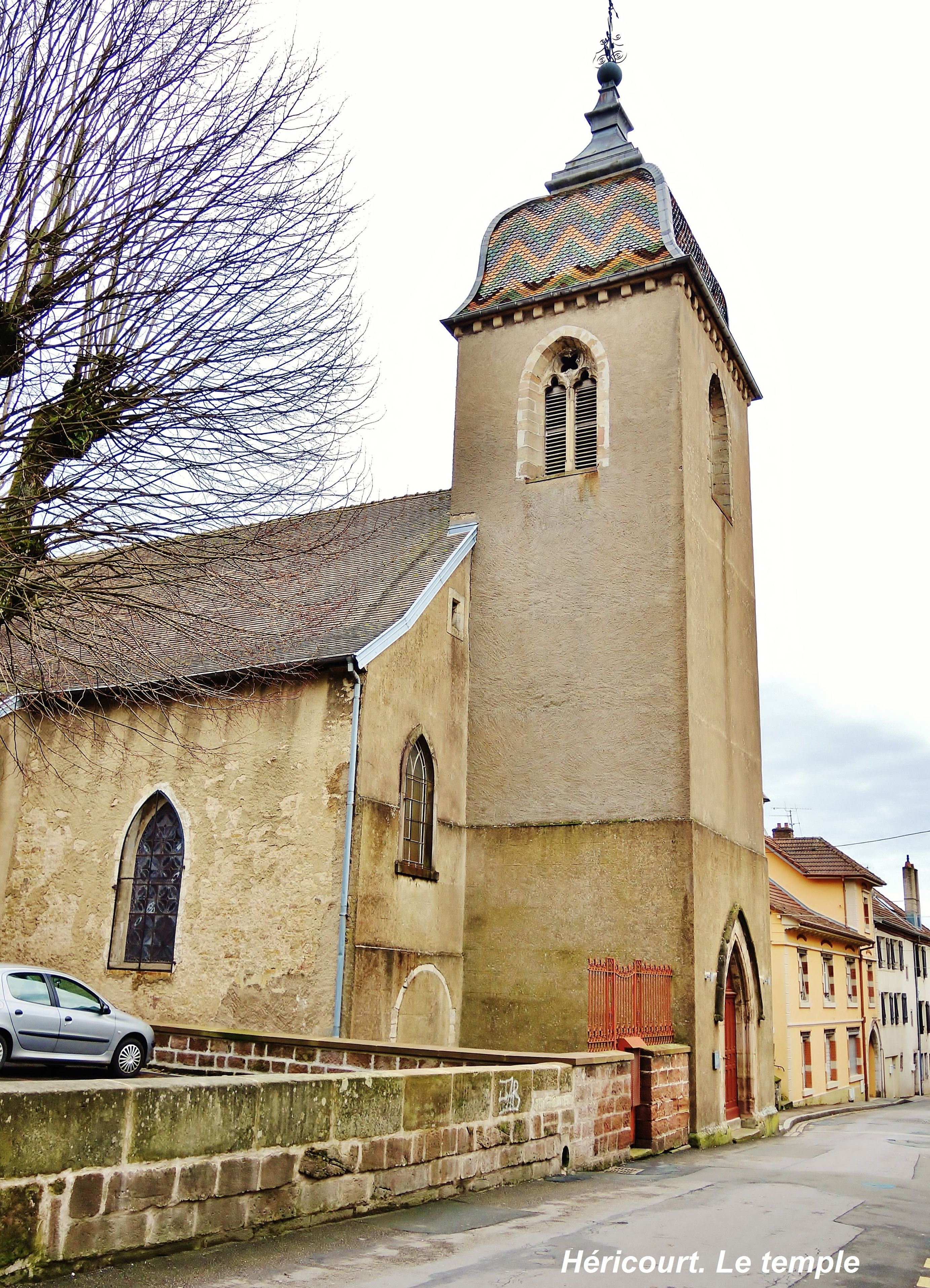
圣克里斯托夫教堂（法语：Église luthérienne Saint-Christophe de Héricourt）
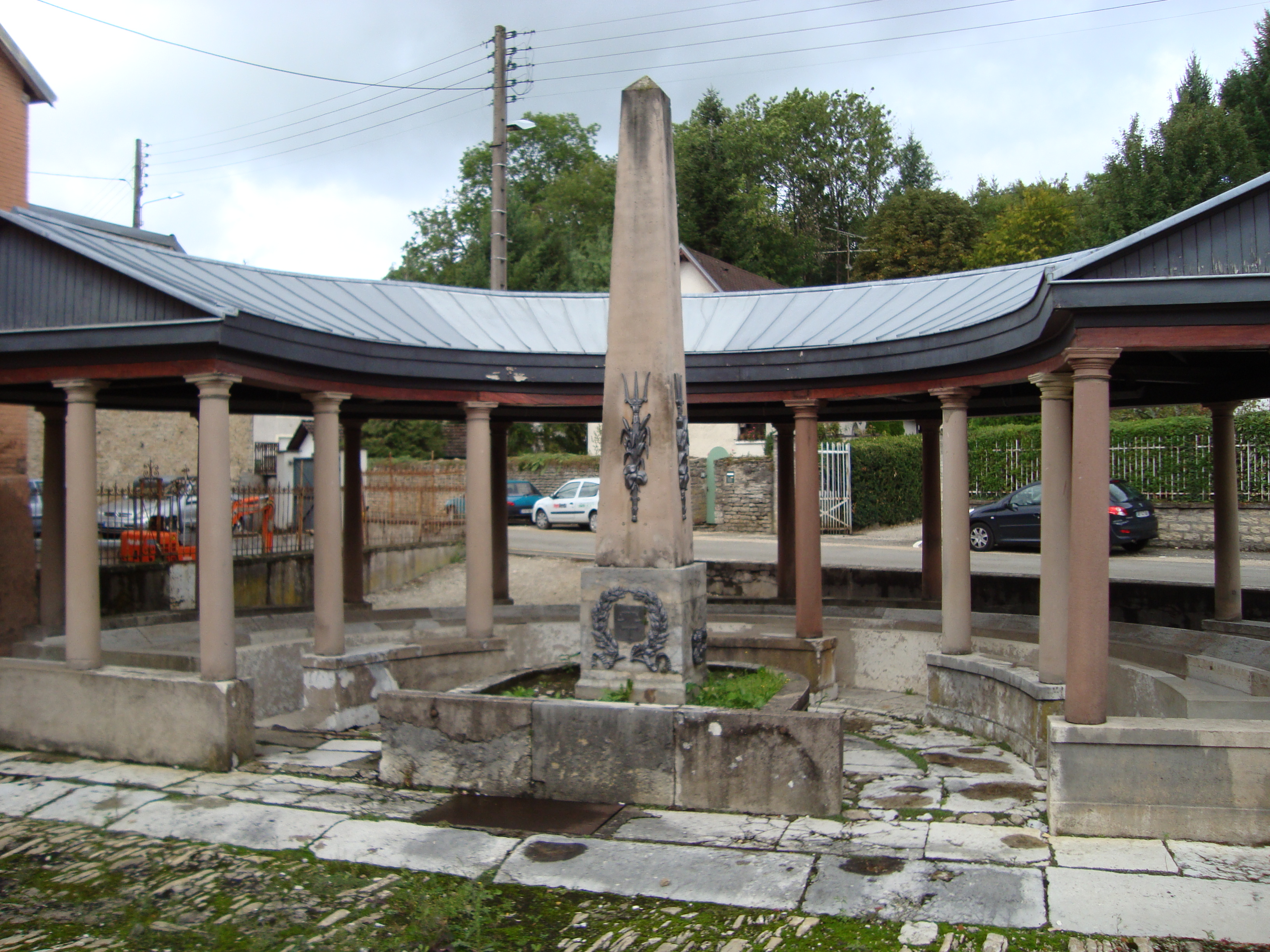
萨武罗浣洗泉（法语：Fontaine-lavoir du Savourot）
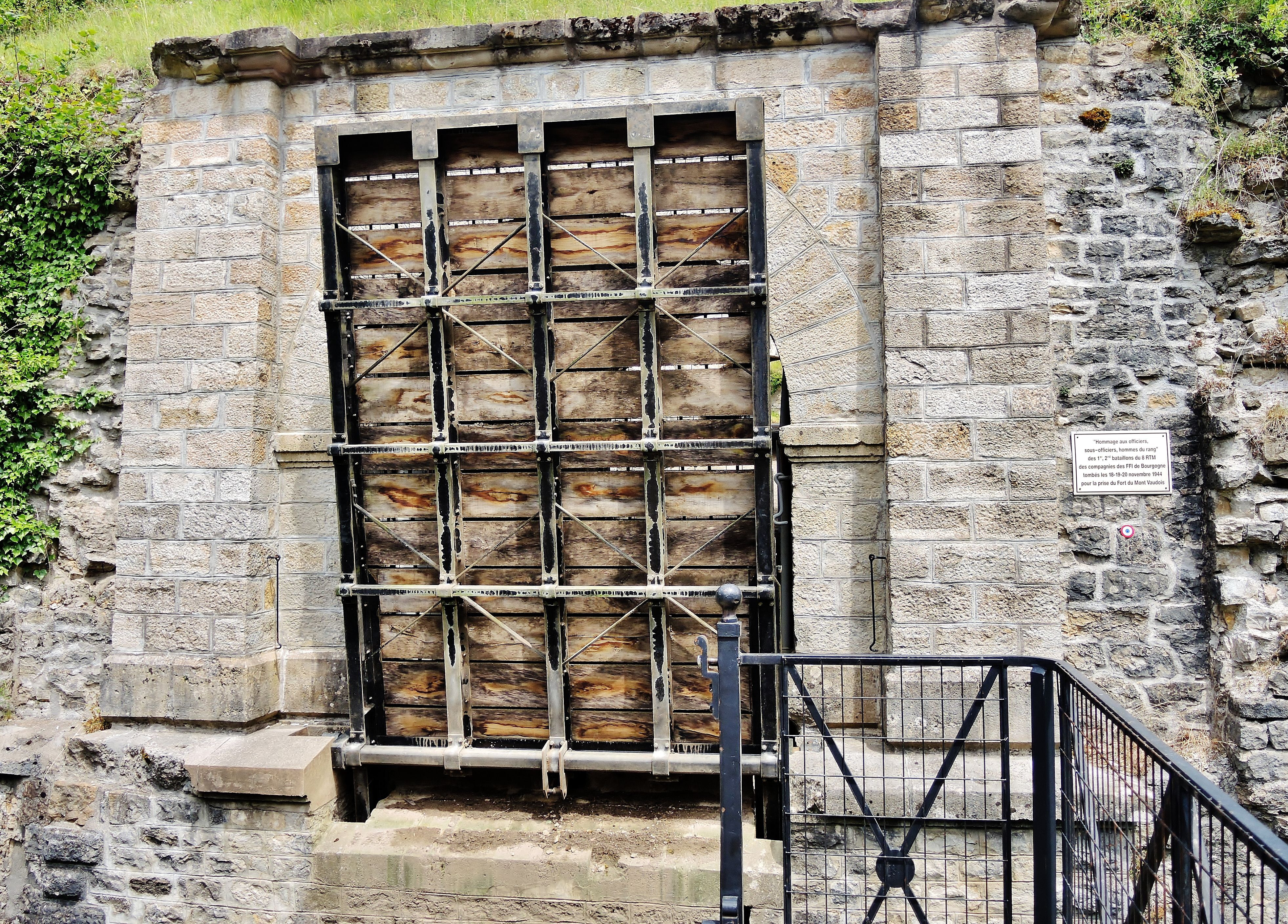
埃里库尔城塞
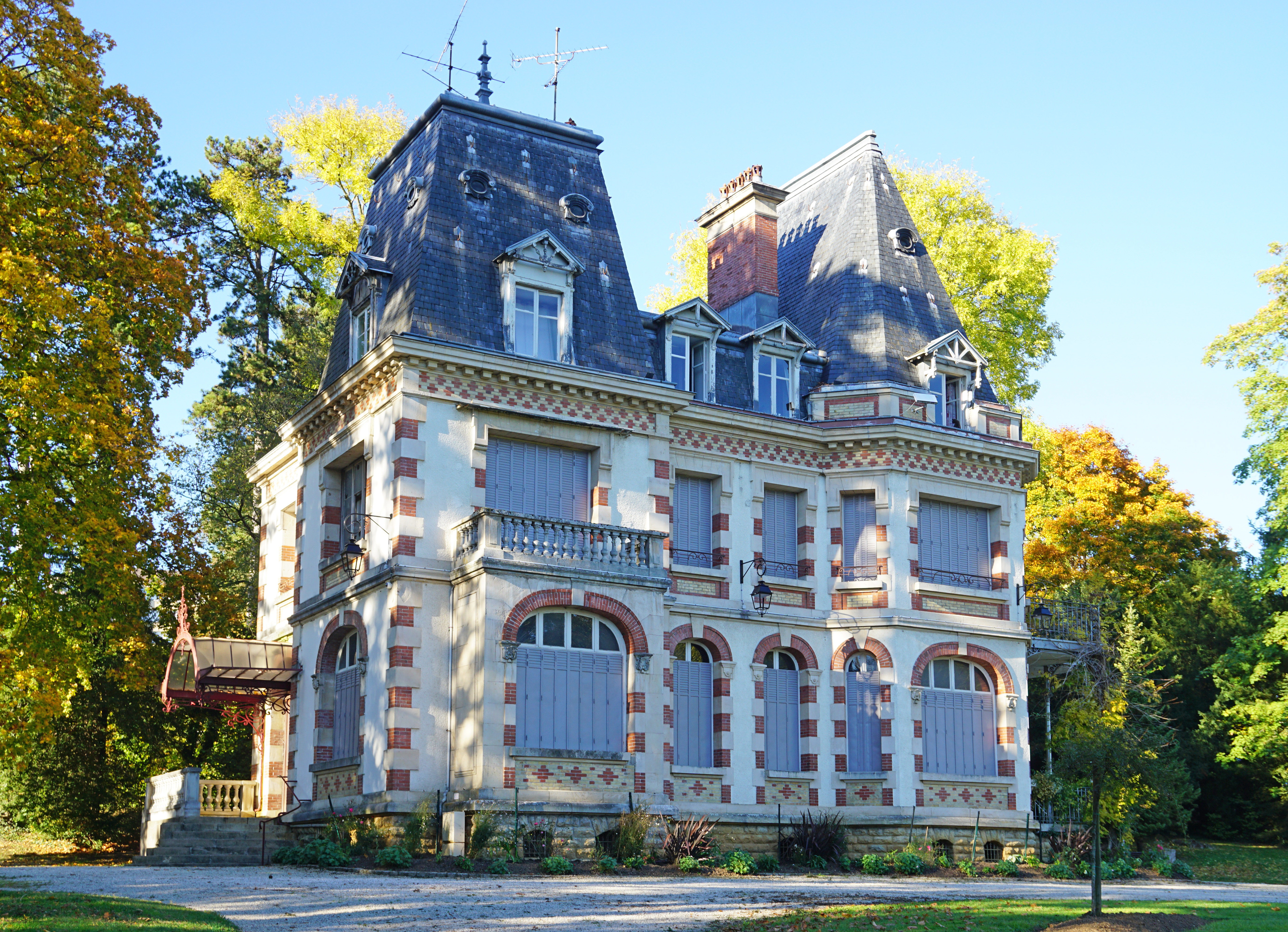
玫瑰园城堡
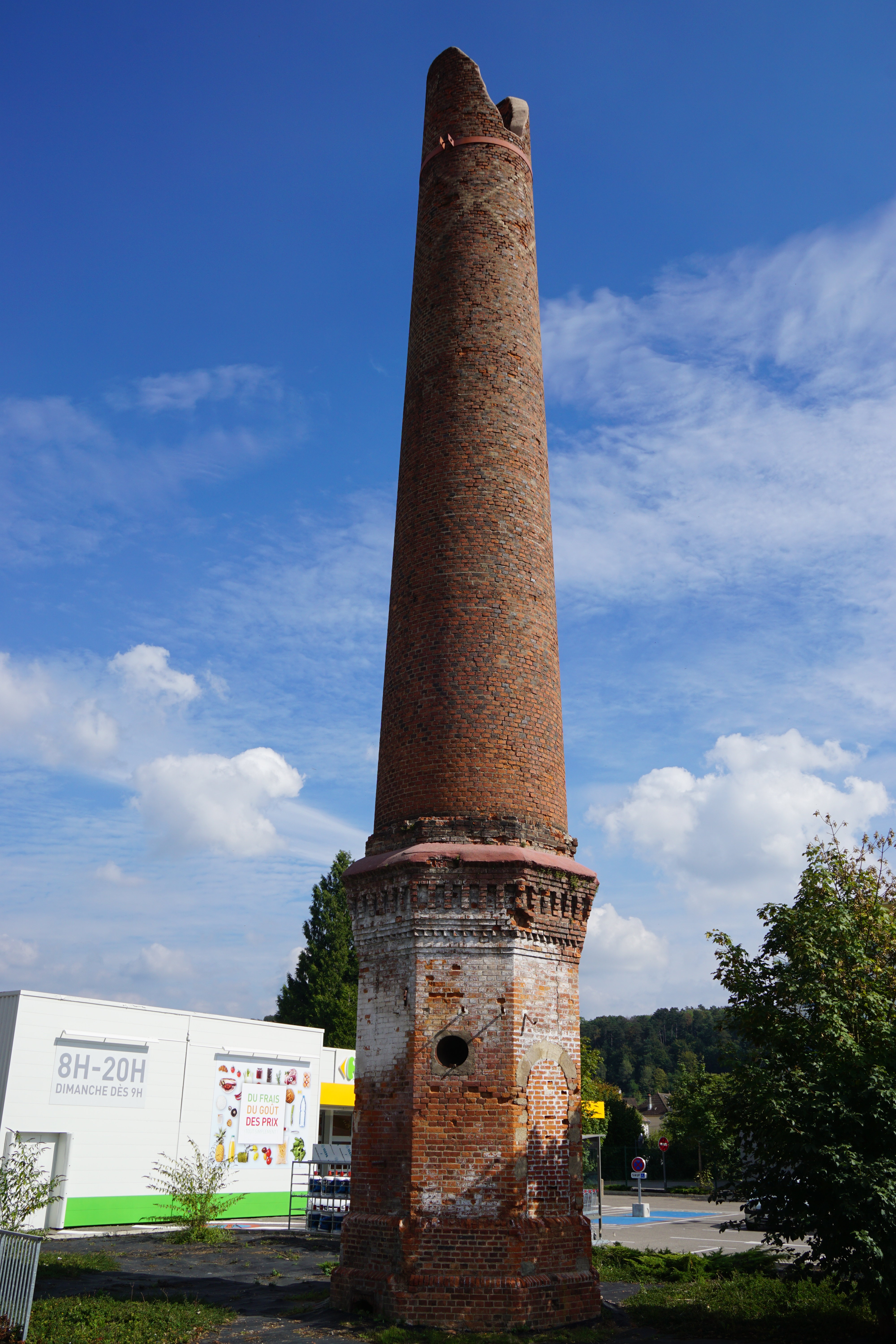
工厂旧址
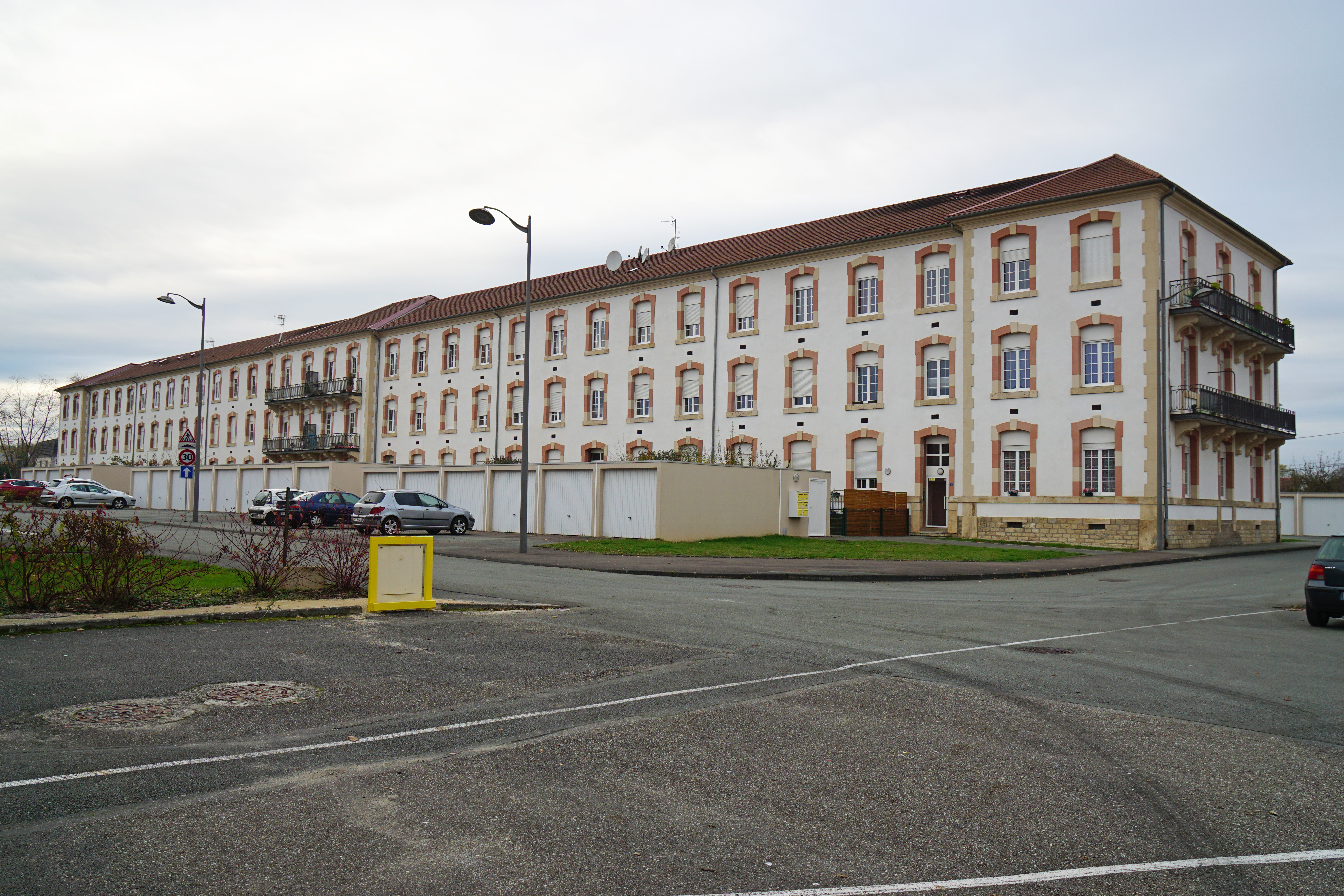
军营旧址

### 旅游
埃里库尔的旅游事务由其所属的公共社区负责。2020年，埃里库尔境内共有1家酒店共计14间房间。

### 媒体
法国主要的媒体均可在埃里库尔接收，法国电视三台下属的勃艮第-弗朗什-孔泰大区频道在部分时段播出埃里库尔所属区域的地方新闻。

## 相关人物
法国喜剧演员让-吕克·拉加尔斯和工程师阿道夫·凯格雷斯出生于埃里库尔。

## 友好城市
截至2021年7月，埃里库尔共与两座城市互为友好城市关系：
- 吉格洛
- 波蘭 肯杰任科兹莱